# Jorog

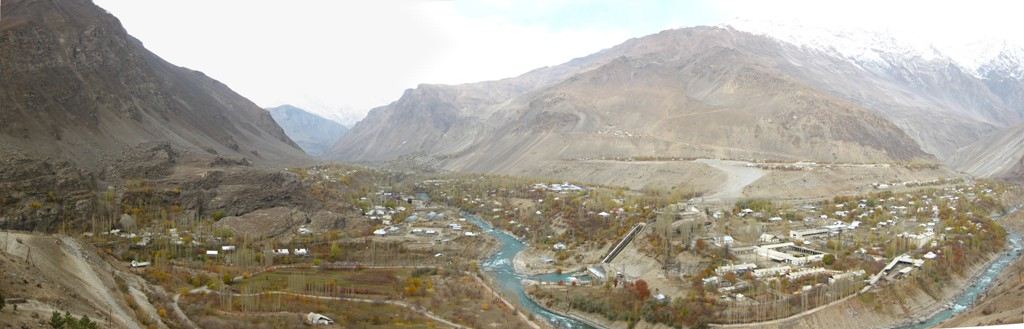
Panorámica de Khorugh.

La ciudad de Jorog (tayiko: Хоруғ), también transliterado como Khoroq, Khorugh, Khorogh, Khorog, Jorug, o Xoroq) es la capital de la provincia de Alto Badajshán, en Tayikistán. También es la capital de Shughnon en el distrito de Gorno-Badajshán. Tiene una población de 28.000 hab. (censo de 2000).

## Características generales
Se encuentra 2200 m s. n. m. en las Cordilleras del Pamir (antiguo Monte Imeon) en la confluencia de los ríos Gunt y Panj. La ciudad está limitada al sur y al norte por los deltas de los ríos Shakhdara y Gunt, respectivamente. Los dos ríos se unen en la parte oriental de la ciudad a través de la ciudad, dividiéndola prácticamente hasta su delta en el río Panj, también conocido como Amu Daria. Jorog es conocida por sus hermosos álamos que dominan la flora de la ciudad.

## Clima
| Parámetros climáticos promedio de Khorugh (1991-2020) | Parámetros climáticos promedio de Khorugh (1991-2020) | Parámetros climáticos promedio de Khorugh (1991-2020) | Parámetros climáticos promedio de Khorugh (1991-2020) | Parámetros climáticos promedio de Khorugh (1991-2020) | Parámetros climáticos promedio de Khorugh (1991-2020) | Parámetros climáticos promedio de Khorugh (1991-2020) | Parámetros climáticos promedio de Khorugh (1991-2020) | Parámetros climáticos promedio de Khorugh (1991-2020) | Parámetros climáticos promedio de Khorugh (1991-2020) | Parámetros climáticos promedio de Khorugh (1991-2020) | Parámetros climáticos promedio de Khorugh (1991-2020) | Parámetros climáticos promedio de Khorugh (1991-2020) | Parámetros climáticos promedio de Khorugh (1991-2020) |
| Mes                                                   | Ene.                                                  | Feb.                                                  | Mar.                                                  | Abr.                                                  | May.                                                  | Jun.                                                  | Jul.                                                  | Ago.                                                  | Sep.                                                  | Oct.                                                  | Nov.                                                  | Dic.                                                  | Anual                                                 |
| ----------------------------------------------------- | ----------------------------------------------------- | ----------------------------------------------------- | ----------------------------------------------------- | ----------------------------------------------------- | ----------------------------------------------------- | ----------------------------------------------------- | ----------------------------------------------------- | ----------------------------------------------------- | ----------------------------------------------------- | ----------------------------------------------------- | ----------------------------------------------------- | ----------------------------------------------------- | ----------------------------------------------------- |
| Temp. máx. abs. (°C)                                  | 9.5                                                   | 12.6                                                  | 21.6                                                  | 30.2                                                  | 35.0                                                  | 36.6                                                  | 37.9                                                  | 38.2                                                  | 36.0                                                  | 29.5                                                  | 20.5                                                  | 14.0                                                  | 38.2                                                  |
| Temp. máx. media (°C)                                 | -1.4                                                  | 1.2                                                   | 7.6                                                   | 16.2                                                  | 21.9                                                  | 26.8                                                  | 30.2                                                  | 30.4                                                  | 26.3                                                  | 18.3                                                  | 10.3                                                  | 2.3                                                   | 15.8                                                  |
| Temp. media (°C)                                      | -6.8                                                  | -3.8                                                  | 2.8                                                   | 10.5                                                  | 15.1                                                  | 19.3                                                  | 22.7                                                  | 22.8                                                  | 18.2                                                  | 10.7                                                  | 4.2                                                   | -2.7                                                  | 9.4                                                   |
| Temp. mín. media (°C)                                 | -10.5                                                 | -7.6                                                  | -0.9                                                  | 5.8                                                   | 9.5                                                   | 12.6                                                  | 15.4                                                  | 15.3                                                  | 10.6                                                  | 4.6                                                   | 0.1                                                   | -6.0                                                  | 4.1                                                   |
| Temp. mín. abs. (°C)                                  | -27.1                                                 | -28.7                                                 | -17.9                                                 | -7.6                                                  | -1.3                                                  | 1.9                                                   | 2.2                                                   | 5.4                                                   | 1.5                                                   | -7.7                                                  | -13.2                                                 | -24.7                                                 | -28.7                                                 |
| Precipitación total (mm)                              | 32                                                    | 33                                                    | 33                                                    | 34                                                    | 34                                                    | 14                                                    | 2                                                     | 0.4                                                   | 2                                                     | 12                                                    | 18                                                    | 22                                                    | 236.4                                                 |
| Horas de sol                                          | 108                                                   | 103                                                   | 139                                                   | 178                                                   | 223                                                   | 262                                                   | 269                                                   | 275                                                   | 245                                                   | 181                                                   | 144                                                   | 105                                                   | 2232                                                  |
| Fuente n.º 1: Погода и климат                         |                                                       |                                                       |                                                       |                                                       |                                                       |                                                       |                                                       |                                                       |                                                       |                                                       |                                                       |                                                       |                                                       |
| Fuente n.º 2: NOAA (Horas de sol, 1961-1990)          |                                                       |                                                       |                                                       |                                                       |                                                       |                                                       |                                                       |                                                       |                                                       |                                                       |                                                       |                                                       |                                                       |